# کانوویتسه (ناحیه فریدک-میستک)
کانوویتسه (به چکی: Kaňovice) یک منطقهٔ مسکونی در جمهوری چک است که در ناحیه فریدک-میستک واقع شده‌است. کانوویتسه ۲٫۵۹ کیلومتر مربع مساحت و ۲۲۶ نفر جمعیت دارد و ۳۰۶ متر بالاتر از سطح دریا واقع شده‌است.